# Stadio del centro sportivo di Danzica
Lo stadio del centro sportivo di Danzica (in polacco Stadion Gdańskiego Ośrodka Sportu), già noto come stadio MOSiR (in polacco Stadion MOSiR), è un impianto sportivo polivalente della città polacca di Danzica, di proprietà dello stato. 
Dello stadio usufruisce la squadra rugbistica della Lechia Danzica e ne ha usufruito dal 1945 al 2011 la squadra calcistica della Lechia Gdańsk prima di trasferirsi al nuovo Stadion Energa, costruito in vista degli europei di calcio 2012 assegnati a Polonia e Ucraina.
Lo stadio, che ha una capienza di 15 000 posti, ha registrato in passato anche la presenza record di 40 000 spettatori il 28 settembre 1983, in occasione dell'incontro di ritorno dei sedicesimi di finale della Coppa delle Coppe 1983-1984 tra Lechia Gdańsk e Juventus, vinto dai bianconeri per 3-2.